# Népház
A Népház vagy Népotthon egy jótékonysági céllal emelt épület Budapest XIII. kerületében.

## Története
Az 1910-es években Bárczy István kislakás- és iskolaépítési programja keretében számos kislakásos bérház épült Budapesten. A bérházak mellett azonban szociális jellegű épületeket is emeltek. Ezek egyike volt a Dózsa György út 152. alatti Népszálló, a másik Népház.
A 3 emeletes Népház a Vág u. 12–14. szám alatti telken 1909-ben vagy 1911-ben épült fel Orth Ambrus és Somló Emil tervei alapján. A Népszállóval szemben ez nem éjszakai lakhatási gondok orvoslására épült, hanem inkább az elesettek foglalkoztatását vette célba, azaz: „a munkanélküliek foglalkoztatását, a keresetképtelenek ellátását, felügyelet nélküli gyermekek gondozását végzi, azonkívül népmívelési kerületi középpont, kerületi népkonyha és munkásétkező is.”
A következő létesítményeket alakították ki benne:
- étkezési helységek:
  - konyha naponta 1500 főre főzéssel (földszint)
  - nyilvános étkező alkoholmentes kiszolgálással
  - gyermekétkező
- foglalkoztatóműhely „munkátlanoknak munkával való ellátására” (főként idős munkásoknak) női és férfi munkateremmel
- munkásotthon 150 ággyal külön nők, külön férfiak részére
- gyermekotthon:
  - bölcsőde (1–3 éves gyermekek számára)
  - óvoda (3–6 éves gyermekek számára)
  - napközi otthon (7–14 éves gyermekek számára)
- népművelési intézmények:
  - előadó terem (hétvégén ismeretterjesztő előadásokkal)
  - olvasó termek
  - társalgó termek
  - könyvtár (hazavihető könyvekkel)
  - nyilvános tanácsadó hivatal

A gyermekellátás napi díját 28 fillérben állapították meg.
Mivel az építés körülbelül 593.000 koronába került, az éves kiadásokat pedig átlagosan 1912-től 12.000 koronára becsülték, és a bevételekből csak részben volt valószínűsíthető a megtérülés, a hiányokat adományok és gyűjtések útján igyekeztek pótolni.
A homlokzatot díszítő két frízt Maróti Géza készítette el. Az épület fővárosi védettség alatt áll, napjainkban a Budapesti Komplex SZC Kreatív Technikum oktatási intézménynek ad otthont.

## Képtár

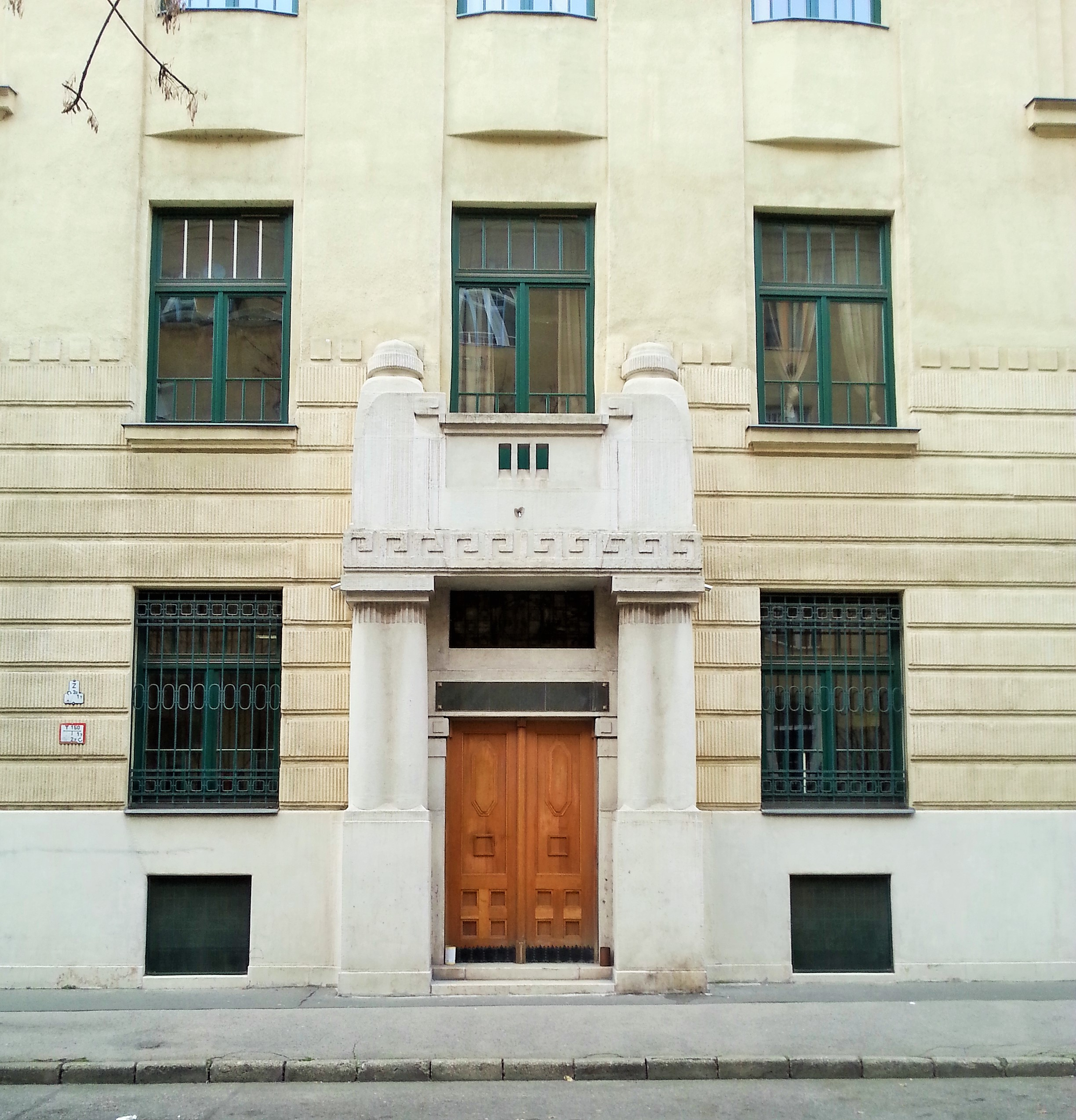
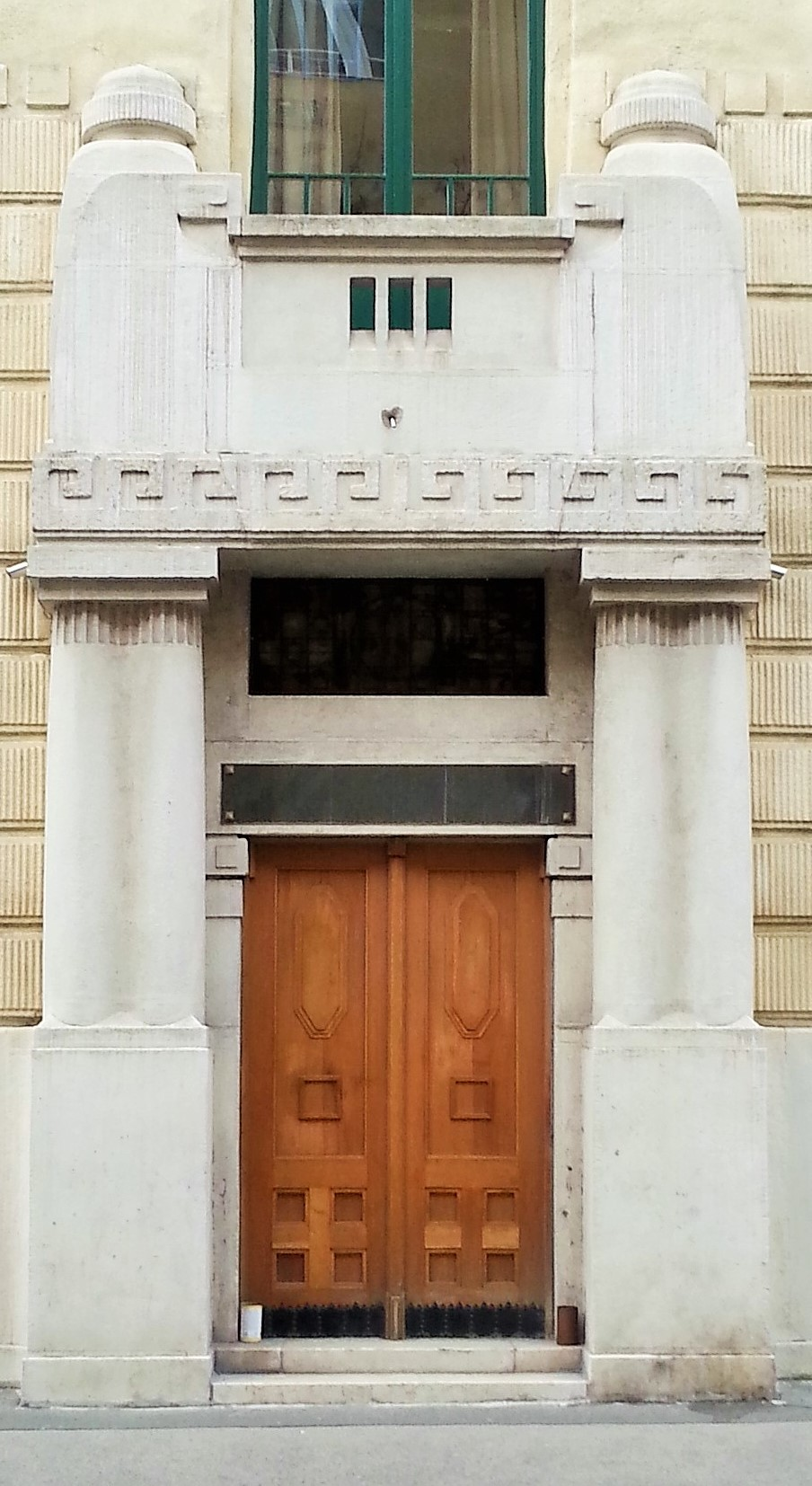
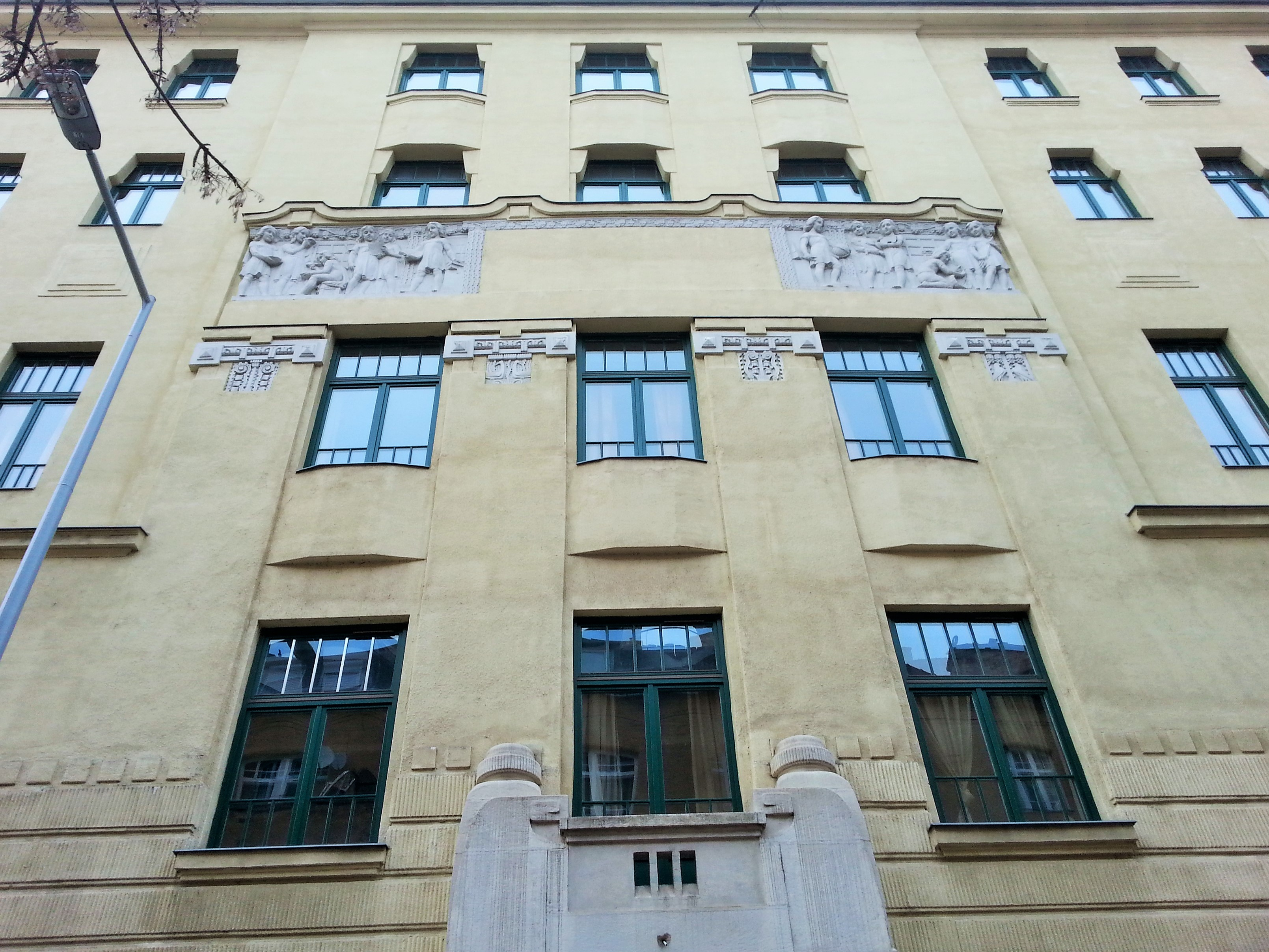
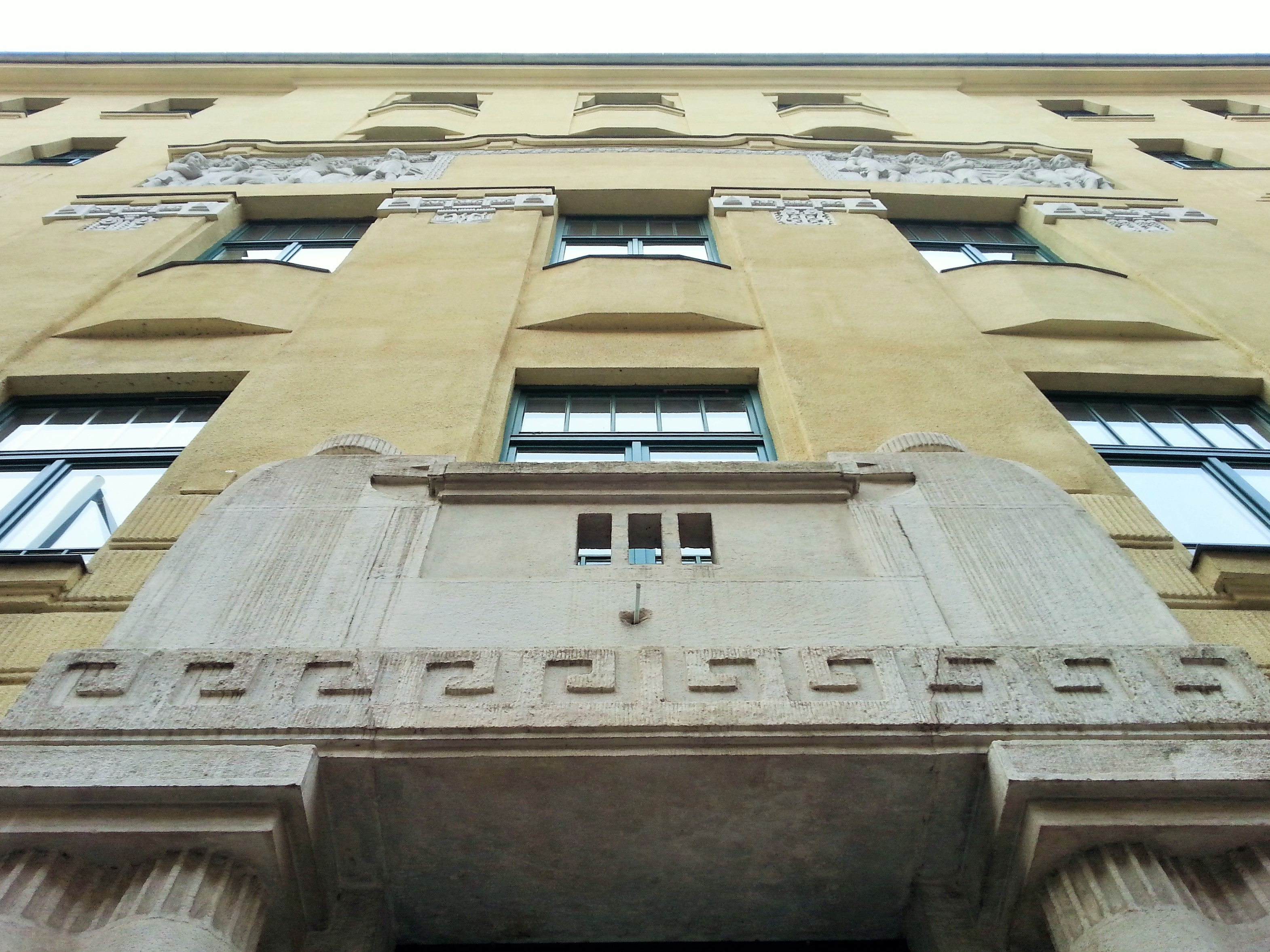
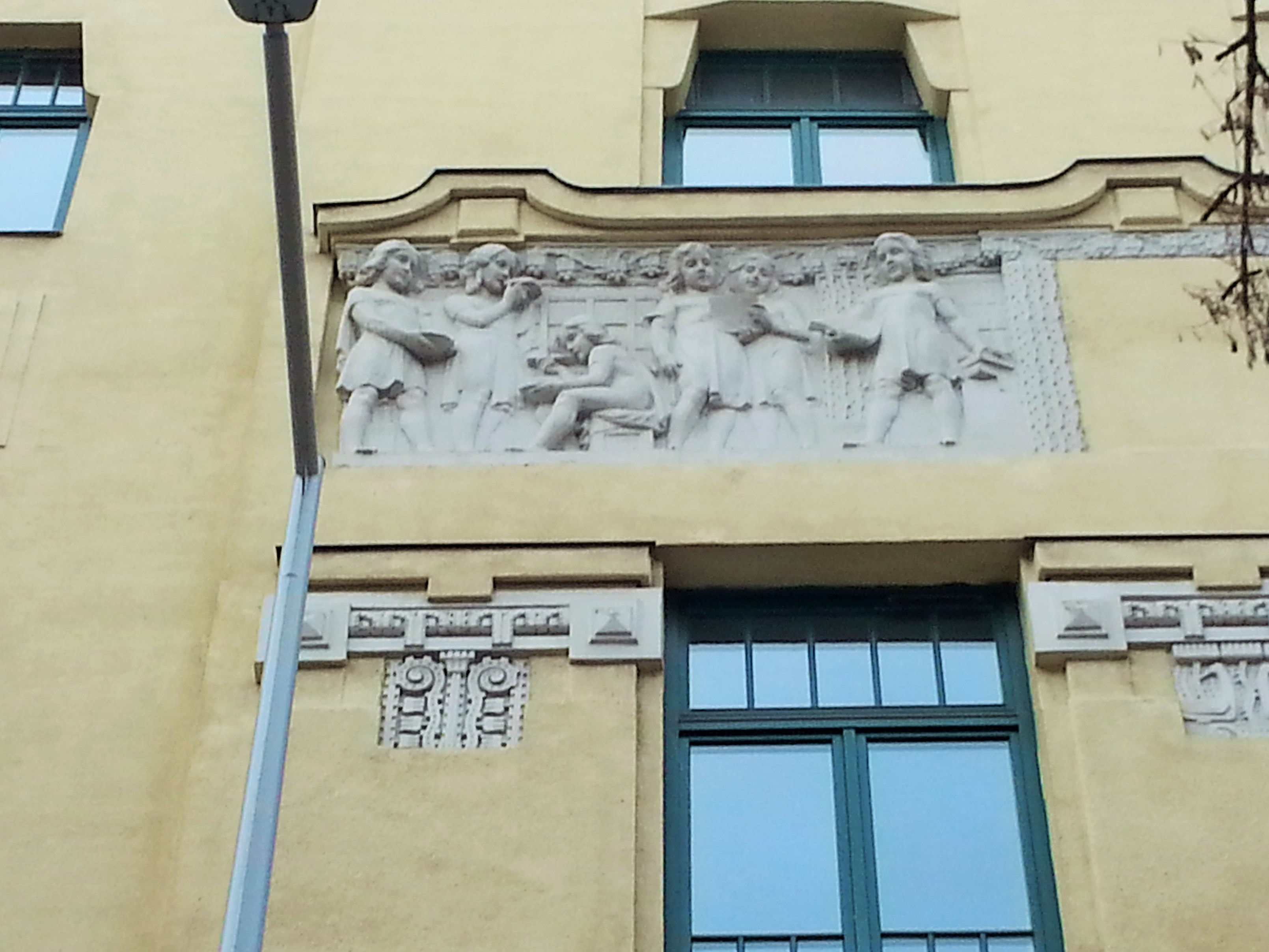
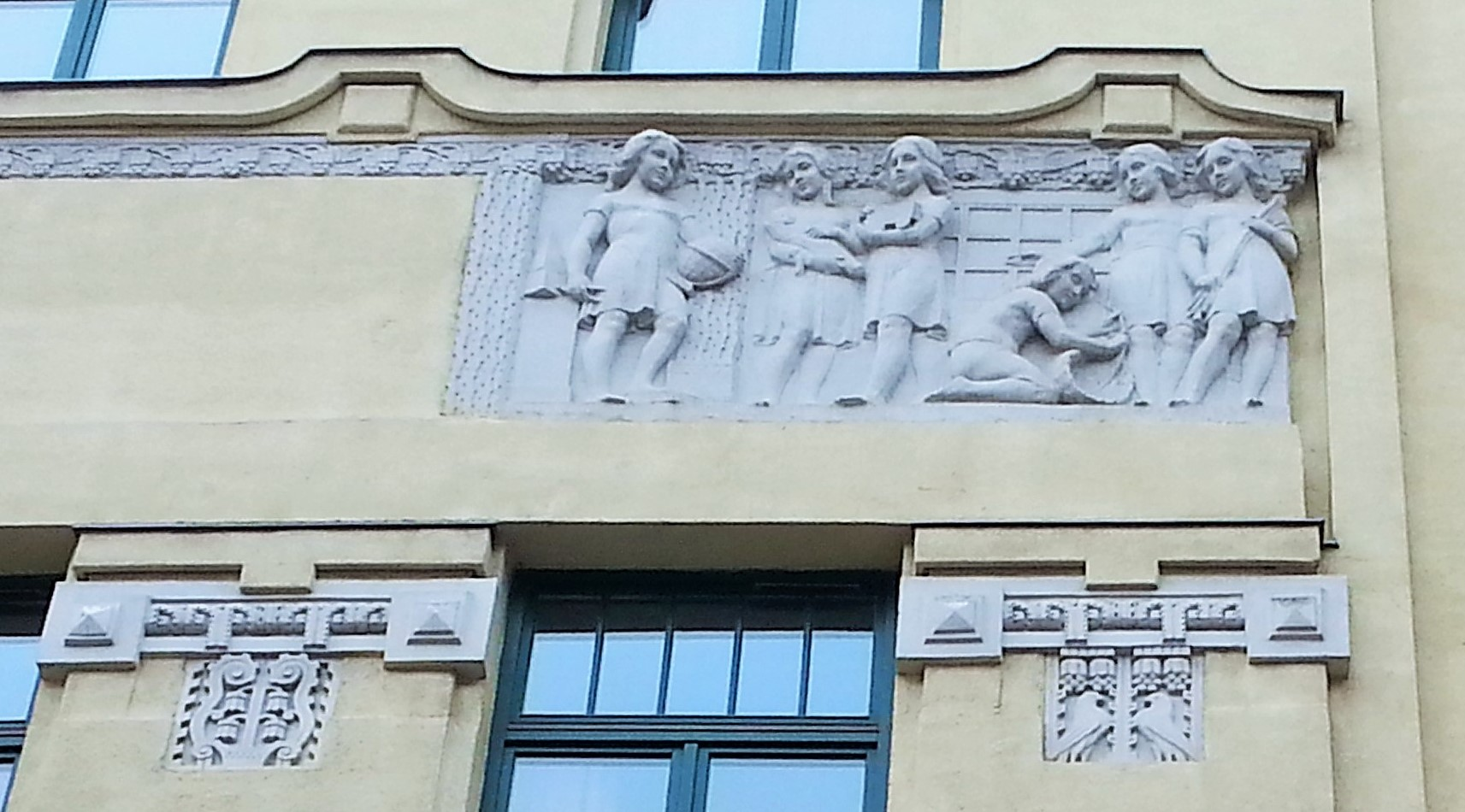
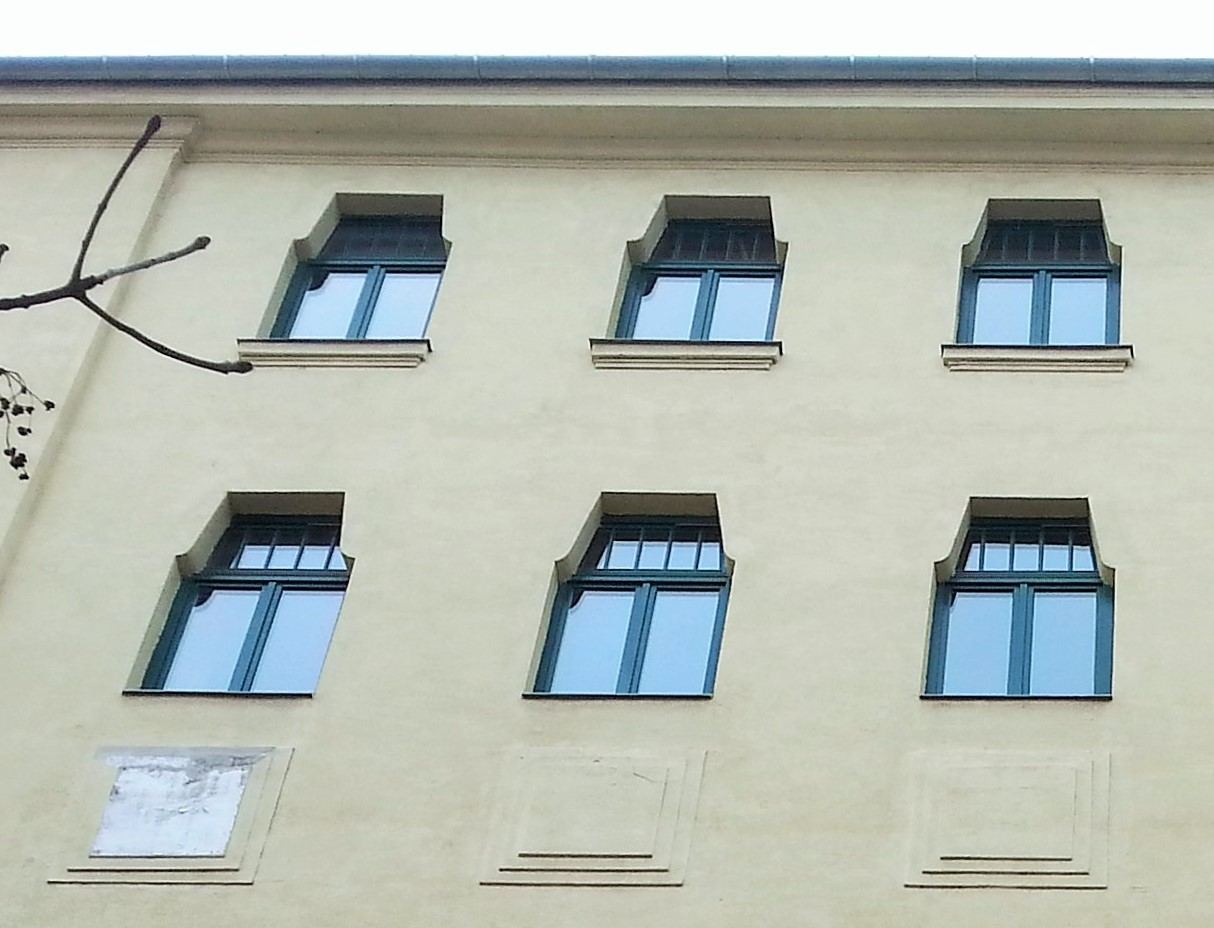
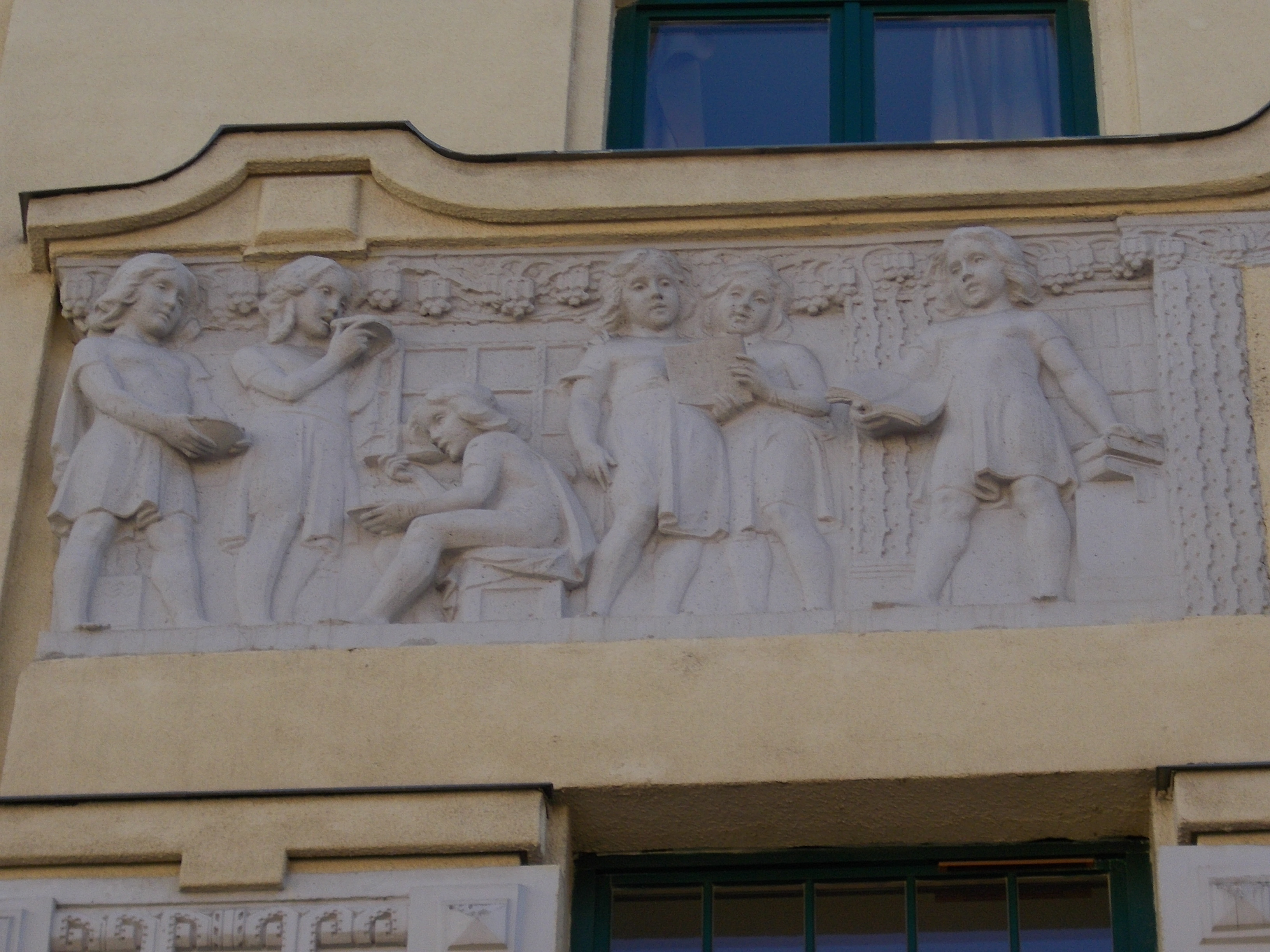